# Ronaldo Lima
Ronaldo Lima Duarte Lopes (Den Haag, 8 juni 1998) is een Kaapverdisch-Nederlands voetballer die als linksbuiten speelt. Hij is de jongere broer van Mailson Lima.

## Carrière
Ronaldo Lima speelde in de jeugd van Sparta Rotterdam, Haaglandia, Alphense Boys en FC Utrecht. In 2017 vertrok hij naar FC Den Bosch, waar hij op 18 augustus 2017 in het betaald voetbal debuteerde. Dit was in de met 1-3 verloren thuiswedstrijd tegen Jong AZ, waar in de 70e minuut in het veld kwam voor Sven Blummel. In oktober 2018 ging hij in Spanje voor CD Alfaro spelen in de Tercera División, waar hij slechts tot de winterstop bleef. In augustus 2019 sloot hij na een half jaar clubloos te zijn geweest bij H.V. & C.V. Quick aan in de Derde divisie zondag. In januari 2021 ging hij naar het Slowaakse Partizán Bardejov, dat uitkomt in de 2. Liga. In de zomer van 2021 keerde hij weer terug naar Nederland, bij FC Rijnvogels.

### Statistieken
| Seizoen                     | Club              | Land           | Competitie           | Competitie | Competitie | Beker | Beker | Totaal | Totaal |
| Seizoen                     | Club              | Land           | Competitie           | Wed.       | Dlp.       | Wed.  | Dlp.  | Wed.   | Dlp.   |
| --------------------------- | ----------------- | -------------- | -------------------- | ---------- | ---------- | ----- | ----- | ------ | ------ |
| 2017/18                     | FC Den Bosch      | Nederland      | Eerste divisie       | 2          | 0          | 0     | 0     | 2      | 0      |
| 2018/19                     | CD Alfaro         | Spanje         | Tercera División     | 6          | 3          | –     | –     | 6      | 3      |
| 2019/20                     | H.V. & C.V. Quick | Nederland      | Derde divisie Zondag | 14         | 2          | 3     | 0     | 17     | 2      |
| 2020/21                     | H.V. & C.V. Quick | Nederland      | Derde divisie Zondag | 2          | 0          | 1     | 0     | 3      | 0      |
| 2020/21                     | Partizán Bardejov | Slowakije      | 2. Liga              | 4          | 0          | 0     | 0     | 4      | 0      |
| Carrièretotaal              | Carrièretotaal    | Carrièretotaal | Carrièretotaal       | 28         | 5          | 4     | 0     | 32     | 5      |
| Bijgewerkt op 30 maart 2022 |                   |                |                      |            |            |       |       |        |        |